# Jay Smith
Jay Jon Christopher Smith, röviden Jay Smith (Helsingborg, 1981. április 29. – ) svéd énekes, a Melodifestivalen döntőjének résztvevője 2024-ben.

## Magánélete
Az Idolban való részvétele során heves vitákat váltott ki, amikor bejelentette, hogy a felvételek egy pontján marihuánát fogyasztott. Az Expressen egyik cikkében Smith azt nyilatkozta, hogy pénzbüntetésre ítélhetik a kábítószer-fogyasztás miatt. Ezzel szemben a TV4 televízió megengedte neki, hogy versenyben maradjon, feltéve, hogy a műsor alatt felhagy a problémát kiváltó gyakorlatával.

## Pályafutása
Részt vett az Idol hetedik évadában 2010 őszén. A döntőben Minnah Karlsont megelőzve megnyerte a tehetségkutató műsor döntőjét.
Smith első szóló kislemeze a Dreaming People volt, majd 2010. december 19-én kiadta a debütáló albumát, a Jay Smith-t. Az album megjelenésének első hetében az első helyre került a svéd albumlistán. Ezt követően a kilencedik helyre került a svéd év végi listán. Az album nem sokkal megjelenése után platina minősítést is kapott. Smith az Idol 2010 két válogatáslemezén is szerepel, ahol az All I Need Is You című dalt énekli.
Jay Smith a Von Benzo együttesben is játszik, amellyel közösen két stúdióalbumot adtak ki.
2023. december 1-jén jelentette be az SVT, hogy az énekes bejutott a versenydalával a Melodifestivalen következő évi mezőnyébe. A Back to My Roots című dalt először a március 2-án rendezendő ötödik elődöntőben adta elő Karlstadban. A szavazás során 73 ponttal a negyedik helyen végzett, így továbbjutott az aznap este tartott vigaszágas szavazásra. Itt a résztvevő tíz dal közül az övé végzett a második helyen 235 ponttal, így továbbjutott a március 9-i döntőbe. A döntőben a szavazáson 46 pontot sikerült összegyűjtenie (20-at a nemzetközi zsűriktől és 26-ot a nézőktől kapott), így összesítésben a tizedik helyen végzett.

## Diszkográfia

### Albumok
- Jay Smith (2010)
- King Of Man (2013)
- Young Guns (2019)

### Kislemezek
- Dreaming People (2010)
- All I Need is You (2010)
- King Of Man (2013)
- Ode To Death (Little Sister) (2013)
- Keeps Me Alive (2014)
- God Damn You (2015)
- Neverneverland (2015)
- Out Of Life (2016)
- Boomerang (2017, a Smash Into Pieces-zel közösen)
- Ten Feet Off The Ground (2018)
- Roots (2018)
- Let My Heart Go (2018)
- My Everything (2018)
- Closing Time (2019）
- The End (2022, Maja Gullstranddal közösen)
- Back to My Roots (2024)